# Vandelainville
Vandelainville ist eine französische Gemeinde mit 142 Einwohnern (Stand: 1. Januar 2022) im Département Meurthe-et-Moselle in der Region Grand Est (bis 2015 Lothringen). Die Gemeinde gehört zum Arrondissement Toul und zum Kanton Pont-à-Mousson. 

## Geografie
Vandelainville liegt am Fluss Rupt de Mad zwischen Metz und Pont-à-Mousson im Regionalen Naturpark Lothringen. Umgeben wird Vandelainville von den Nachbargemeinden Gorze im Norden, Bayonville-sur-Mad im Osten, Pagny-sur-Moselle im Süden sowie Onville im Westen.

### Bevölkerungsentwicklung
| Jahr                       | 1962 | 1968 | 1975 | 1982 | 1990 | 1999 | 2006 | 2019 |
| Einwohner                  | 138  | 138  | 156  | 169  | 138  | 152  | 148  | 140  |
| Quellen: Cassini und INSEE |      |      |      |      |      |      |      |      |

## Sehenswürdigkeiten
- Kirche Saint-Pierre, 1768 wieder errichtet, mit romanischem Kirchturm

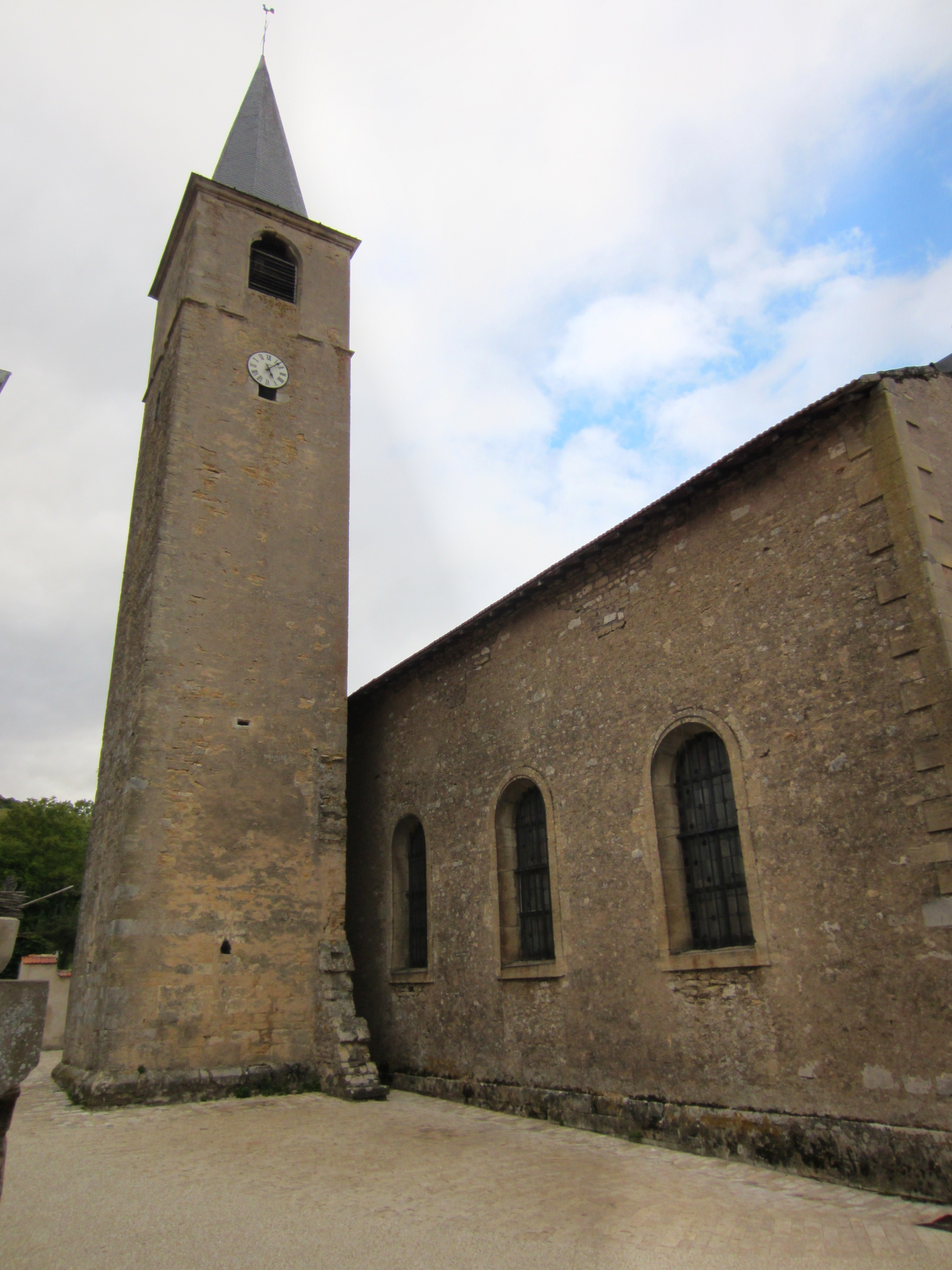
Kirche Saint-Pierre